# Aïn Yagout
Aïn Yagout (în arabă عين ياقوت) este o comună din provincia Batna, Algeria.
Populația comunei este de 10.856 de locuitori (2008).